# Kuźnica (Radomsko)
Pour les articles homonymes, voir Kuźnica.
Kuźnica (prononciation [kuʑˈnit͡sa]) est un village de la gmina de Kodrąb , du powiat de Radomsko, dans la voïvodie de Łódź, situé dans le centre de la Pologne.
Il se situe à environ 9 kilomètres (km) au nord-est de Radomsko (siège du powiat) et 75 kilomètres au sud de la capitale régionale Łódź (capitale de la voïvodie).

## Administration
De 1975 à 1998, le village était attaché administrativement à l'ancienne voïvodie de Piotrków.

Depuis 1999, il fait partie de la nouvelle voïvodie de Łódź.